# José Masso
José A. Masso – argentyński strzelec sportowy, mistrz świata.
Wystąpił na mistrzostwach świata w Buenos Aires (1903). Zdobył złoty medal w strzelaniu z karabinu dowolnego stojąc z 300 metrów, zdobywając 293 punkty. Wyprzedził Szwajcara Emila Kellenbergera, wielokrotnego medalistę tych zawodów, oraz Włocha Cesare Valerio. Masso wraz z kolegami z reprezentacji zdobył także brązowy medal w drużynowym strzelaniu z karabinu dowolnego z trzech pozycji z 300 metrów. 
Nigdy nie brał udziału w igrzyskach olimpijskich.